# Port lotniczy Terrance B. Lettsome
Port lotniczy Terrance B. Lettsome – największy port lotniczy Brytyjskich Wysp Dziewiczych, zlokalizowany na wyspie Beef Island.

## Linie lotnicze i połączenia
| Linia lotnicza           | Kierunek |
| ------------------------ | --- |
| Air Sunshine             | 1. Roseau 2. Nevis 3. Saint Kitts 4. Saint Thomas 5. / San Juan Czartery: 1. Saint Croix 2. / Sint Maarten |
| American Eagle Airlines  | Sezonowo: 1. Miami |
| Cape Air                 | 1. / San Juan Sezonowo: 1. Saint Thomas |
| Fly BVI                  | Czartery: 1. / Anegada 2. Castries 3. / Virgin Gorda 4. Saint Thomas 5. / San Juan 6. Antigua 7. Barbados 8. Roseau 9. / Providenciales 10. Grenada 11. Nevis 12. Punta Cana 13. Saint Kitts 14. Saint Vincent 15. Vieux Fort |
| InterCaribbean Airways   | 1. Antigua 2. Roseau 3. / San Juan 4. Santo Domingo–Las Américas |
| Island Birds             | Czartery: 1. / San Juan 2. Saint Thomas 3. Saint Croix 4. / Sint Maarten 5. / Anguilla 6. Antigua 7. Saint Kitts 8. Nevis 9. Barbuda 10. Canefield |
| Silver Airways           | 1. / San Juan |
| Sky High                 | 1. Santo Domingo–Las Américas |
| Trans Anguilla Airways   | 1. / Anguilla 2. / Virgin Gorda |
| VI Airlink               | 1. / Anegada 2. Antigua 3. Saint Kitts 4. Saint Thomas 5. / Virgin Gorda Czartery: 1. / Anguilla 2. / Aruba 3. Barbados 4. / Bonaire 5. Canouan 6. / Curaçao 7. Roseau 8. Martynika 9. / Grand Turk 10. Grenada 11. Kingston 12. La Romana 13. Montego Bay 14. Nassau 15. Nevis 16. Pointe-à-Pitre 17. Port-au-Prince 18. Port-of-Spain 19. / Providenciales 20. Puerto Plata 21. Punta Cana 22. Saint Vincent 23. / San Juan 24. Santo Domingo–Las Américas 25. / Sint Maarten 26. Canefield |
| Windward Islands Airways | 1. Saint Kitts 2. / Sint Maarten |